# 石巻川開き祭り
石巻川開き祭り（いしのまきかわびらきまつり）は宮城県石巻市で毎年8月1日と2日に行われる祭りである。

## 概要
江戸時代に北上川河口部の改修を行い、石巻発展の礎を築いた川村孫兵衛の偉業を讃えるとともに、海難事故、水難事故によって亡くなった英霊を供養するために行われる祭りである。元来、この地域では水難事故で亡くなった人々の霊を弔う「川施餓鬼」と呼ばれる仏事が各地で行われていたが、大正5年に地元の経済界が中心になって石巻川開祭協賛会を結成し、それらの仏事を統一して祭りとしたのが始まりである。
戦時中は中断を余儀なくされたが、その後はほぼ継続して行われている。開催年によっては航空自衛隊松島基地のブルーインパルスによる展示飛行が行われることもある。
2003年（平成25年）5月26日、宮城県沖地震が発生。地震の影響でこの年の開催は中止された。
実行委員会は新型コロナウイルス感染症の拡大を受け、2020年（令和2年）4月27日に2020年の開催中止を、翌年5月28日に2021年の開催中止を決定し、2年連続の中止となった。なお、二年とも初日に予定する一部の供養行事は関係者のみで執り行われた。

## イベント

### 花火大会
東北最大と謳われる花火が打ち上げられる。